# Nicolas Lebel (écrivain)
Pour les articles homonymes, voir Lebel et Nicolas Lebel.
Nicolas Lebel, né le 29 novembre 1970 à Paris, est un écrivain et scénariste français.

## Biographie
Après des études de lettres et d'anglais, Nicolas Lebel voyage sur les cinq continents puis habite en Irlande où il enseigne le français. Rappelé en France pour faire son service national en gendarmerie, il revient vivre à Paris où il habite aujourd'hui. Traducteur et professeur d'anglais, il publie son premier roman L'Heure des fous en 2013. En 2023, il se met en disponibilité de l'Éducation nationale pour se consacrer à l'écriture de romans et de scénarios.
Nicolas Lebel est membre de la Ligue de l'Imaginaire.

## Œuvres

### Romans policiers

#### SérieCapitaine Mehrlicht
1. L'Heure des fous, Marabout, 2013  (ISBN 978-2-501-09459-7) ; Le Livre de poche, 2019  (ISBN 2253259993).
2. Le Jour des morts, Marabout, 2014  (ISBN 9782501103749) ; Le Livre de poche, 2020  (ISBN 978-2501103749)
3. Sans pitié ni remords, Marabout, 2015  (ISBN 978-2-501-10379-4) ; Le Livre de poche, 2017  (ISBN 978-225-309249-0)
4. De cauchemar et de feu, Marabout, 2017  (ISBN 978-2-501-11440-0) , Le Livre de poche, 2018  (ISBN 978-225-323729-7)[1]
5. Dans la brume écarlate, Marabout, 2019  (ISBN 978-2-501-12269-6), Le Livre de poche, 2021  (ISBN 978-225-3181378)[2],[3]
6. Intégrale Mehrlicht : Les Enquêtes de Mehrlicht  (ISBN 978-2253189930), Le Livre de poche, 2024

#### SérieL'Embaumeur
- La Piste aux étoiles, French Pulp éditions, 2019  (ISBN 979-1-025-10654-9), Le Livre de Poche, 2023

#### SérieLes Furies
- Le Gibier, Éditions du Masque, 2021  (ISBN 9782702449851)[4],[5],[6], Le Livre de Poche, 2022  (ISBN 978-2253242819)
- La Capture, Éditions du Masque, 2022  (ISBN 2702451039), Le Livre de Poche, 2023  (ISBN 978-2253941415)
- L'Hallali, Éditions du Masque, 2023  (ISBN 978-2702451229), Le Livre de Poche, 2024  (ISBN 978-2253195993)
- La Ruche, Éditions du Masque, 2025  (ISBN 9782702452172)

#### Autre roman
- Peines perdues, Éditions du Masque, 2024  (ISBN 978-2702451236), Le Livre de Poche, 2025

### Poésie
- Les Frères du serment, éditions Iceberg, 2006, réédition Éditions Édilivre , 2011  (ISBN 9782812149535). Épopée lyrique d'heroic fantasy en alexandrins
- L'Amour, c'est... (collectif / Jack Koch), Le Livre de Poche, 2018
- Le Livre, c'est... (collectif / Jack Koch)

### Nouvelles
- Céleste Nocturne à La Griffe noire, dans l'anthologie À peine entré dans la librairie... La Griffe noire, 30 ans. Paris : Télémaque, 06/2018, p. 175-181.  (ISBN 978-2-7533-0357-7)
- No One Sings Like You Anymore, dans Rock Fictions, Carole Épinette, Le Cherche midi, 2018.
- Un sacré chantier, dans Écouter le Noir, Éditions Belfond, 2019.
- Comptes rendus, dans La Nouvelle du lendemain, anthologie numérique organisée pendant le confinement par la Ligue de l’Imaginaire, le festival Lisle noir et Cultura, 2020[7]
- Un loup pour l'homme, dans Objectif Terre, Le Livre de poche, 2021
- 120 décibels, dans Liberté !, Editions du Masque, 2024
- Abel et Kevin : un conte de Noël, dans Le Pire des Noëls, Le Livre de poche, 2024

### Collectif
- Belles rencontres : 44 portraits du roman noir (préf. Jean-Bernard Pouy, photogr. Xavier Hacquard et Vincent Loison), Paris, Éd. la Grange Batelière, mars 2021, 104 p. (ISBN 979-10-97127-17-6), p. 42-43

### Scénarios
- Tout le monde ment, (épisode 2), avec Olivier Norek.
- Tout le monde ment, (épisode 3), avec Olivier Norek.
- Tout le monde ment (épisode 4), avec Olivier Norek.

## Prix et distinctions
- 2015 : Prix Plaidoirie pour un Polar pour L'Heure des fous[8].
- 2016 : Prix Anguille-sous-Roche pour Sans pitié ni remords.
- 2017 : Prix du Festival Sans Nom pour De cauchemar et de feu.
- Finaliste au Prix plume de Cristal 2013 et au Prix du Livre de Poche 2017 et 2018.
- 2019 : Prix des Lecteurs Polar du Livre de Poche 2019 pour L'Heure des fous[9].
- 2020 : Prix Coquelicot Noir du Salon du Livre de Nemours pour Dans la brume écarlate.
- 2021 : Prix Griffe Noire du meilleur roman policier français de l'année pour Le Gibier.
- 2021 : Prix Polartifice - Le Touquet pour Le Gibier.
- 2022 : Prix Escargot Noir pour La Capture.
- 2023 : Prix du Crime de l'Année pour Le Gibier.
- 2023 : Prix des Libraires Polar du Livre de Poche 2023 pour La Capture.